# François-Xavier Garneau

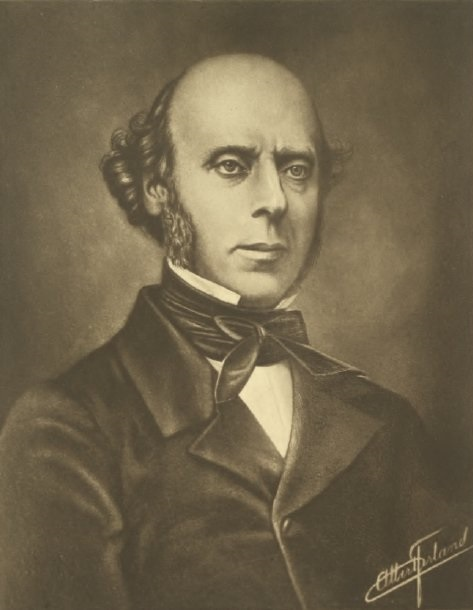
François-Xavier Garneau

François-Xavier Garneau (n. 15 iunie 1809 - d. 3 februarie 1866) a fost un scriitor și istoric canadian de limba franceză.
Este cunoscut mai ales pentru lucrarea Istoria Canadei (L'Histoire du Canada), în trei volume, care a fost prima operă importantă a literaturii canadiene.
Scrierea a constituit o importantă sursă de inspirație patriotică pentru poeții și romancierii canadieni din a doua jumătate a secolului al XIX-lea.

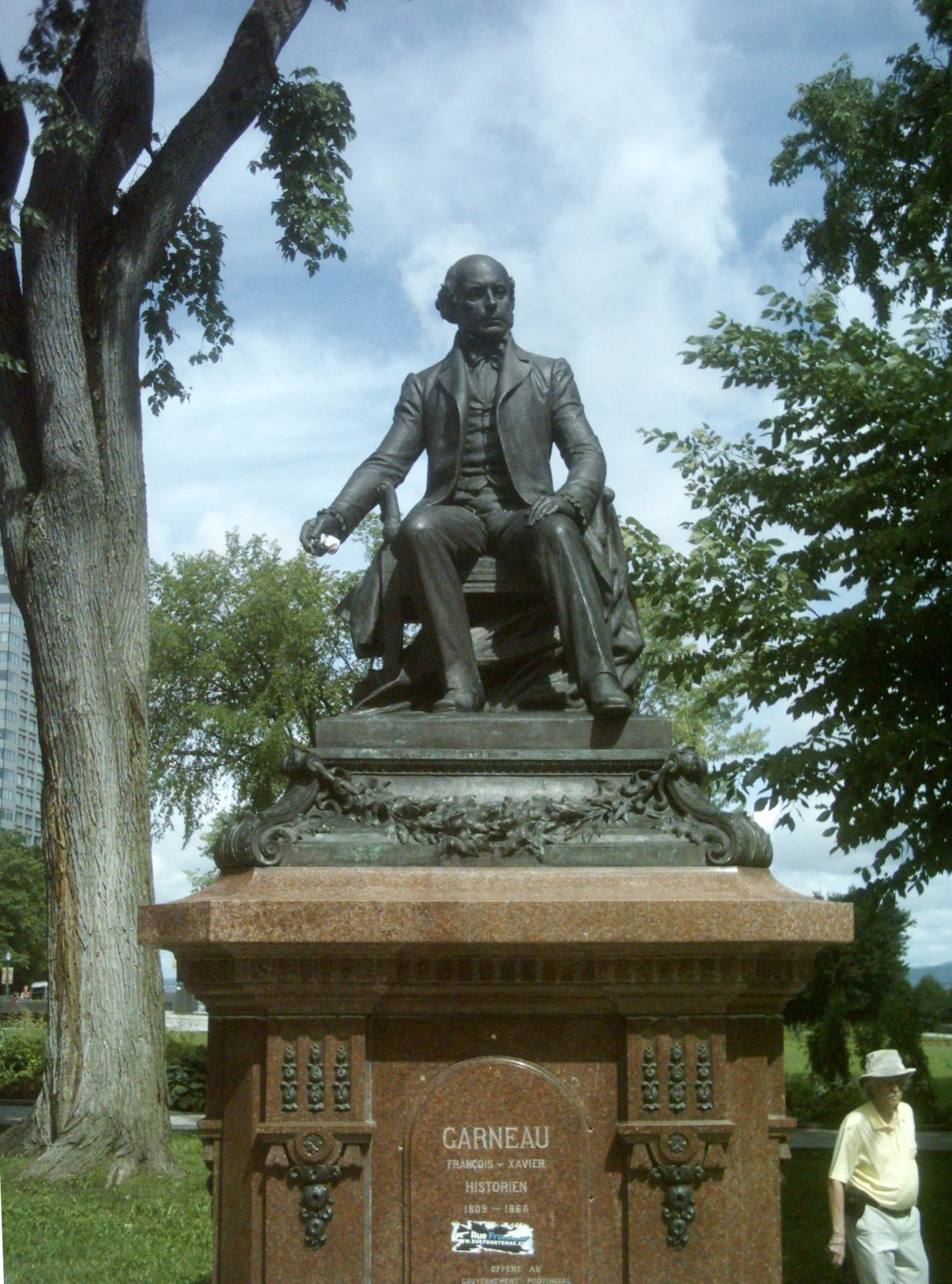
Monumentul lui François-Xavier Garneau din Québec

## Opera
- 1833: Albina canadiană ("L'abeille canadienne")
- 1836: Asediul Québec-ului din 1759 ("Siège de Québec,en 1759")
- 1845: Istoria Canadei de la descoperirea sa până în zilele noastree ("Histoire du Canada depuis sa découverte jusqu'à nos jours")
- 1855: Călătorie în Anglia și în Franța în anii 1831, 1832 și 1833 ("Voyage en Angleterre et en France, dans les années 1831, 1832 et 1833")
- 1856: Rezumat al istoriei Canadei de la descoperirea sa până în 1840 ("Abrégé de l'histoire du Canada depuis sa découverte jusqu'à 1840")
- 1864: Adnotări la istoria Canadei ("Additions à l'histoire du Canada")
- 1878: Călătorii ("Voyages").

Garneau a mai scris și versuri și memorialistică